# Günther Anders

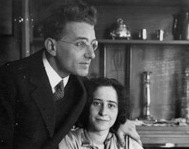
Günther Anders & Hannah Arendt (1929)

Günther Anders, rodným jménem Günther Siegmund Stern (12. července 1902, Vratislav – 17. prosince 1992, Vídeň), byl rakouský filozof a spisovatel.

## Život
Byl židovského původu a narodil se na území dnešního Polska (tehdy Německého císařství). Byl synem psychologa Williama Sterna, bratrancem filozofa Waltera Benjamina a manželem filozofky Hannah Arendtové v letech 1929–1937. Byl žákem Edmunda Husserla. Roku 1992 získal Cenu Sigmunda Freuda za vědeckou prózu, roku 1983 Cenu Theodora Adorna, roku 1985 odmítl Cenu Andrease Gryphia. Jeho filozofické eseje zkoumaly především změny, které v člověku a ve světě vyvolává moderní technologie či masová média. Známé jsou jeho texty o atomové bombě, kterou viděl jako ústřední symbol propasti, která se rozprostřela mezi ničivostí techniky a schopností člověka si tuto ničivost představit. Jeho přístup k filozofii bývá označován za antropologický. Psal i prózu.